# 萊克朱納盧斯卡 (北卡羅萊納州)
萊克朱納盧斯卡（英語：Lake Junaluska）是位於美國北卡羅萊納州海伍德縣的普查規定居民點。

## 人口
根據2020年美國人口普查的數據，萊克朱納盧斯卡的面積為14.52平方千米，當中陸地面積為13.71平方千米，而水域面積為0.81平方千米。當地共有人口3219人，而人口密度為每平方千米221.69人。